# 貝爾納·布菲
貝爾納·布菲（法語：Bernard Buffet，1928年7月10日—1999年10月4日），法國畫家、版畫家和雕塑家。他以創作了豐富多樣的作品而聞名，共創作約8,000多幅畫作和許多版畫。他職業生涯的早期就享譽全球，但卻獲得藝術專家的迴避與負面評價。
今天，人們對布菲的作品重新產生了興趣。他的作品被世界著名博物館收藏，包括巴黎現代藝術博物館、泰特美術館和現代藝術博物館。

## 生平
布菲出生於1928年。他來自法國北部和西部的一個中產階級家庭。他的童年基本是在巴黎度過的。由於母親經常帶他參觀卢浮宫，在那裡他接觸了古斯塔夫·库尔贝等現實主義畫家的作品。
納粹佔領巴黎期間，布菲仍是卡諾中學的學生。儘管納粹當局對於城市實行宵禁，他還是在晚上前往繪畫課程。他隨後於國立美術學院學習藝術，並在畫家歐仁·納爾博內的工作室工作。後來，他結識了法國畫家馬里-泰雷斯·奧弗瑞，其作品多數也是受到她的影響而啟發。
布菲的母親布蘭奇於1945年死於乳腺癌。這導致布菲悲痛欲絕。早年失去母親一直是他一生的憂鬱之源。後在畫商莫里斯·卡尼爾 (Maurice Garnier) 的支持下，布菲創作各種宗教、風景畫、肖像畫和靜物畫。1946年，他的第一幅畫作《自畫像》在博藝畫廊展出。他每年至少舉辦一次大型展覽。1952年，布菲為洛特雷阿蒙的《馬爾多羅之歌》繪製插圖。1955年，獲評選為戰後十佳藝術家的《藝術鑑賞》雜誌一等獎。1958年在，他的第一次作品回顧展在夏彭蒂埃畫廊展出。
1958年12月12日，布菲與作家兼女演員安娜貝爾·施沃布結婚。他們有三個孩子。女兒維爾吉尼1962年出生，女兒丹妮爾1963年出生，兒子尼古拉斯1973年出生。布菲後於1973年被授予法國榮譽軍團勳章。在1950年代1960年代，巴菲特的作品曾獲得法國國內外熱烈的迴響。
1973年11月23日，貝爾納·布菲博物館由岡野喜一郎在日本創立。1978年，應法國郵政的要求，他設計了一枚描繪藝術橋學院的郵票，並由郵政博物館安排品回顧展。
在20世紀的最後幾十年，人們對他的作品的興趣有所下降，1999年10月4日，布菲在他位於法國南部圖爾圖的家中自殺身亡。生前患有帕金森病，無法再工作。警方稱，布菲在將頭放入用膠帶綁在脖子上的塑料袋後，於下午4點左右死亡。
21世紀，人們對布菲作品的興趣再次高漲。並在法國和世界各地舉辦了一些展覽。2016 年，英國作家尼古拉斯·福克斯出版了《貝爾納·布菲：現代超級藝術家的發明》，並對布菲的生活和工作進行有爭議的傳記描述。

## 外部連結
- Musee Bernard Buffet （页面存档备份，存于）
- Artnet.com （页面存档备份，存于）
- Portrait of Bernard Buffet （页面存档备份，存于） by Reginald Gray. Paris 1963.